# Stefaniola transversa
Stefaniola transversa är en tvåvingeart som beskrevs av Möhn 1971. Stefaniola transversa ingår i släktet Stefaniola och familjen gallmyggor.
Artens utbredningsområde är Afghanistan. Inga underarter finns listade i Catalogue of Life.